# Bucculatrix laciniatella
Bucculatrix laciniatella is een vlinder uit de familie ooglapmotten (Bucculatricidae). De wetenschappelijke naam is voor het eerst geldig gepubliceerd in 1931 door Benander.
De soort komt voor in Europa.